# Драгила, Стейси
Сте́йси Дра́гила (англ. Stacy Dragila); настоящее имя — Сте́йси Рени́ Ми́кельсен (англ. Stacy Renée Mikaelsen; 25 марта 1971, Оберн, США) — американская легкоатлетка. Олимпийская чемпионка 2000 года в и трёхкратная чемпионка мира в прыжке с шестом.